# 碘酸铝
碘酸铝是一种无机化合物，化学式为Al(IO3)3，它的无水物可由铝（或硝酸铝）和高碘酸在水溶液中于180 °C反应制得。氢氧化铝和碘酸反应，可以得到八水合物。它的酸式盐[Al(H2O)6](IO3)3(HIO3)2是已知的。